# Luca Rossettini
Luca Rossettini (Pádua, 9 de maio de 1985) é um futebolista profissional italiano que atua como defensor. Atualmente, joga pelo clube italiano Lecce